# نوفل
نوفل یک نام عربی است.

## نام
- نوفل بن خویلد
- نوفل بن عبدالمناف
- نوفل (لیلی و مجنون)

## نام خانوادگی
- ورقة بن نوفل